# 669588 Pazura
669588 Pazura è un asteroide della fascia principale. Scoperto nel 2013, presenta un'orbita caratterizzata da un semiasse maggiore pari a 3,1090203 au e da un'eccentricità di 0,1648441, inclinata di 27,10009° rispetto all'eclittica.
Dal 29 aprile al 20 maggio 2024, quando 677772 Bettonvil ricevette la denominazione ufficiale, è stato l'asteroide denominato con il più alto numero ordinale. Prima della sua denominazione, il primato era di 652031 Szczepaniak.
L'asteroide è dedicato all'attore polacco Cezary A. Pazura.